# Lambert-Orlam

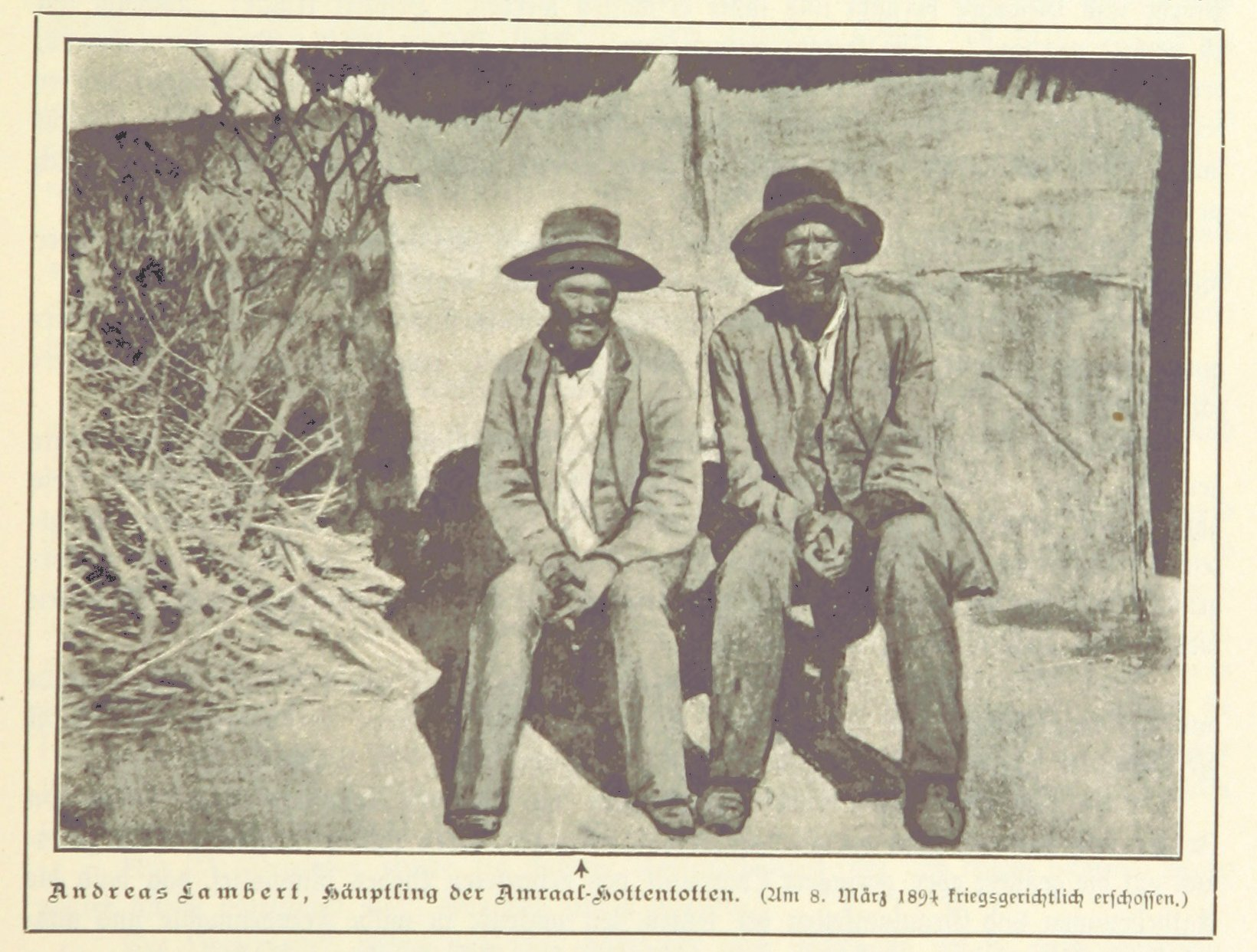
Andreas Lambert (links), Kaptein der Lambert-Orlam

Die Lambert-Orlam, eigentlich Kaiǀkhauan, häufig auch als oder Khauas-Orlam oder Amraal-Hottentotten bezeichnet, waren im 19. Jahrhundert ein Clan der  Nama in Namibia. Sie bildeten eine der Orlam-Gesellschaften.
Die Lamberts bildeten sich aus dem Zusammenschluss der Familien Amraal und Vlermuis um 1830. Sie hatten ihren Sitz in Naosanabis.
Die Lambert-Orlam wurden vor allem von Heinrich Schmelen missioniert.

## Kapteine
Den Kambert-Orlam stand ein Kaptein vor:
- Amraal Lambert (ǂGai-ǀnub), von 1814 bis 1864
- Andreas Lambert (ǃNanib), von 1864 bis 1894
- Eduard Lambert, von 1894 bis 1896